# Wiator
Wiator — imię męskie pochodzenia łacińskiego, oznaczające "podróżnik, pielgrzym". Wśród patronów m.in. św. Wiator, biskup Bergamo (IV wiek). 
Wiator imieniny obchodzi 14 grudnia.